# Armala, Idlib
Armala, Idlib (tiếng Ả Rập: ارملا) là một ngôi làng Syria nằm ở Bidama Nahiyah thuộc huyện Jisr al-Shughur, Idlib. Theo Cục Thống kê Trung ương Syria (CBS), Armala, Idlib có dân số 911 trong cuộc điều tra dân số năm 2004.